# 尤利烏什·斯沃瓦茨基劇院

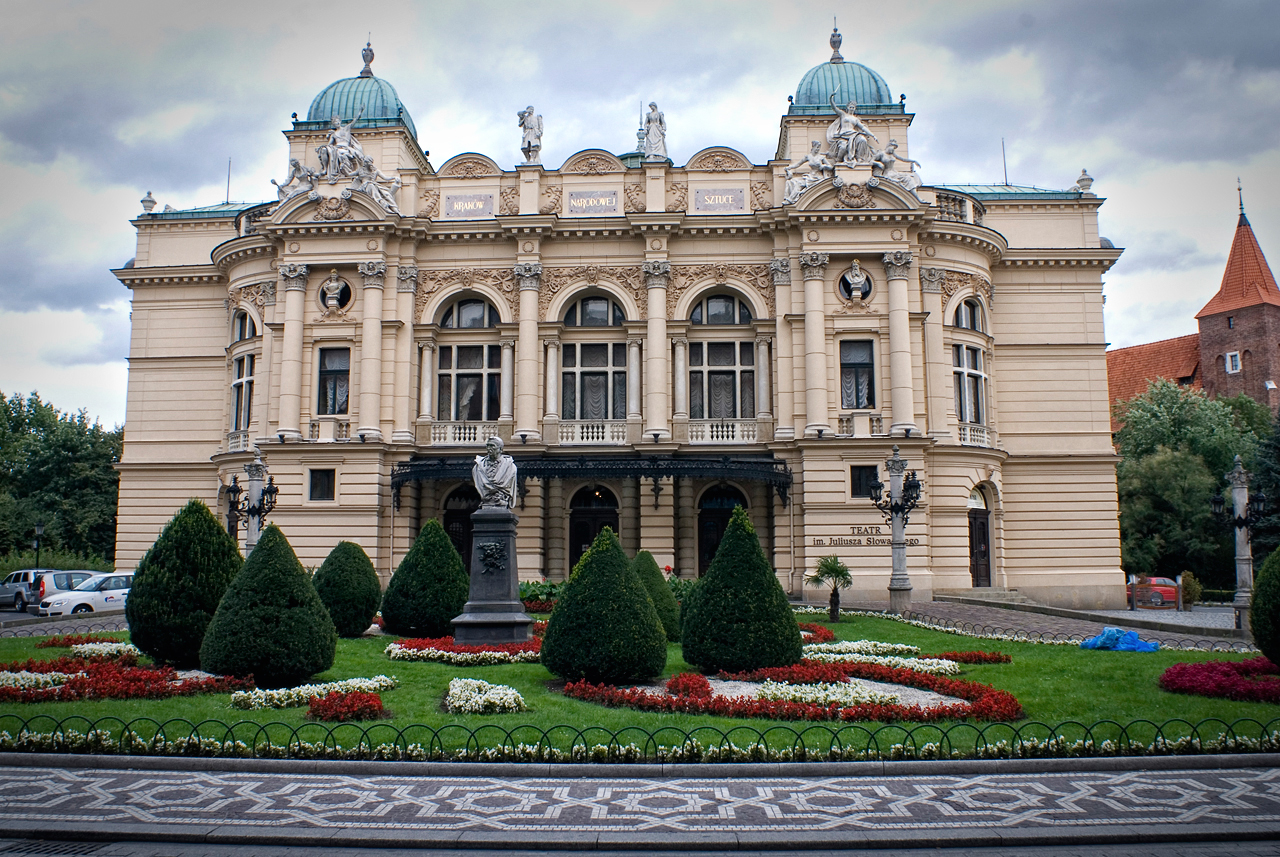

尤利烏什·斯沃瓦茨基劇院（波蘭語：Teatr im. Juliusza Słowackiego w Krakowie）是位於波蘭城市克拉科夫的一座劇院。尤利烏什·斯沃瓦茨基劇院是歐洲最著名的巴洛克式劇院建築之一，劇院名稱系紀念波蘭詩人尤利烏什·斯沃瓦茨基。

## 外部連結
- 官方网站
- Juliusz Słowacki Theatre at www.euarchives.org
- Juliusz Słowacki Theatre at www.krakow-info.com （页面存档备份，存于）
- Juliusz Słowacki Theatre at www.krakow.pl